# 호미사이드 (프로레슬링 선수)
로드리게스 에라조(Nelson Rodriguez Erazo, 본명: 넬슨 로드리게스 에라조, 본명 영어: Nelson Rodriguez Erazo, 1977년 3월 20일 ~ )는 미국의 남자 프로레슬링선수다. 키는 177cm(5 ft 10 in)에다가 몸무게는 100kg(220 lb)이다. 1993년 프로레슬링 입문으로 피니쉬는 웨스트 브루클린 래리어트(래리어트), 다이빙 프로그 스플래쉬, 에이스 크러셔/그링고 커터/그링고 스터너(커터), 그링고 킬라(더블 언더훅 벨리 투 백 파일드라이버), 코너 하이 니, 풀 넬슨, 웨스트 브루클린 락(크로스 레그드 에스티에프), 점핑 백 킥, 에스티에프, 기무라 락 위드 넥시저스, 다이빙 문설트 레그 드롭으로 사용을 한다. 예전 TNA 시절에서는 헤르난데스라는 태그팀을 활동을 한적도 있었지만 2009년 9월 10일 TNA 임팩트 중에서 갑작스럽게 인질극 벌이는 척하다가 연기를 하면서 갑자기 헤르난데스를 체어 샷을 날려버리면서 그렇게 월드 엘리트(에릭 영, 더그 윌리엄스, 브루투스 매그너스, 키요시, 쉬크 압둘라 바쉬르, 랍 테리, 케빈 내쉬)라는 들어가고 말았지만 그러나 현재는 헤르난데스라는 붙어 다니기 시작한다. 그는 헤르난데스하고 키가 약 10cm 차이가 있으며 아무레도 헤르난데스가 키가 187cm라서 그런지 좋은 태그팀이라고 한다.

## Professional wrestling highlights
- Finishing moves
  - 187/Gringo Cutter/Gringo Stunner (TNA)/Ace Crusher (Independent circuit) (Cutter, sometimes from the top rope)
  - Corner high knee - 1993-2005
  - Da Cop Killa (Independent circuit)/Da Gringo Killa (TNA) (Double underhook belly to back piledriver)
  - Full nelson - 1993-2002
  - Diving frog splash - 2005-present
  - Diving moonsault leg drop - 1993-2005
  - Jumping back kick - 1993-2005
  - Kimura lock with neckscissors 2004-2005
  - STF - 2002-2004
  - West Brooklyn Lariat (Lariat) (Independent circuit); used as a regular move in TNA
  - West Brooklyn Lock (Cross-legged STF) - 2005-present
- Signature moves
  - Bronx Bomber 27 (Sitout body slam piledriver)
  - Diving double foot stomp
  - Facewash
  - Lifting double leg slam
  - Multiple suplex variations
    - Exploder
    - Overhead double underhook, sometimes from the top rope
    - Pumphandle
    - Sitout
    - Snap overhead belly to belly
    - Triple rolling verticals - adopted from and used in tribute to Eddie Guerrero

  - Neckbreaker slam
  - Piledriver
  - Shining wizard
  - Sitout double underhook powerbomb
  - Standing big boot
  - Tope con Hilo (Over the top rope somersault plancha)
- Managers
  - Gary Hart
  - Julius Smokes
  - Konnan
  - JBL
  - Salinas
  - Hector Guerrero
  - Madison Rayne
- Nicknames
  - "Japw Icon"
  - "Urban Legend"
  - "Strong Style Thug"
  - "The Notorious 187"
- Entrance themes
  - "People = Shit" by Slipknot
  - "I Will Be Heard" by Hatebreed
  - "The Truth (with Ironside intro)" by Beanie Sigel(Independent circuit]]; 2003-2004)
  - "You're Not Ready" by 50 Cent (ROH)
  - "Rabbit Run" by Eminem
  - "Dawgz" by Konnan (TNA/ROH)
  - "To Live and Die In LAX" by Dale Oliver and Serg Salinas
  - "Do the Thang" by GEARZ
  - "Hardcore" by FILTHEE / Brickman Raw
  - "5150" by FILTHEE / Brickman Raw
  - "Grito Mundial" by Daddy Yankee
  - "Sleep Deprivation" by Doctor Scott and DJ Fokus
  - "The Anthem" by Jess Jamez & MVP (TNA; 2015; used as part of Beat Down Clan)
  - "Cold Blooded" by Viceversah (Impact; 2018)
  - "It's a 1-8-7 on 'Em" by Mikey Rukus (AEW; 2021)

## 수상
- ACW 그레이트 아메리칸 챔피언 (1회)
- BJPW 주니어 헤비웨이트 챔피언 (1회)
- DCW 헤비웨이트 챔피언 (1회)
- DCW 태그팀 챔피언 (1회) - 그림 리퍼
- EPW 크루저웨이트 챔피언 (1회)
- FIP 헤비웨이트 챔피언 (1회)
- ICW 헤비웨이트 챔피언 (1회)
- ICW 태그팀 챔피언 (1회) - 보오갈루
- IWA 월드 태그팀 챔피언 (1회) - 헤르난데스
- IWA 월드 주니어 헤비웨이트 챔피언 (1회)
- IWA 미드-서든 태그팀 챔피언 (1회) - 에디 킹스턴
- IWU 월드 그루지아 헤비웨이트 챔피언 (1회)
- JAPW 헤비웨이트 챔피언 (7회)
- JAPW 태그팀 챔피언 (7회) - 케인 디 (2회), 돈 몬토야 (1회), 비-보이 (1회), 테디 하트 (1회), 헤르난데스 (1회) 앤 에디 킹스턴 (1회)
- JAPW 헬 오브 페임 (2016)
- JCW 월드 헤비웨이트 챔피언 (1회)
- LIWF 월드 헤비웨이트 챔피언 (1회)
- LIWF 월드 라이트웨이트 챔피언 (1회)
- LIWF 월드 뉴 져지웨이트 챔피언 (1회)
- 글로벌 컨플릭트 토너먼트 (2011)
- NHPW 아트 오브 파이팅 챔피언 (1회)
- NWA 와일드사이드 태그팀 챔피언 (2회) - 라인맨
- PGW 태그팀 챔피언 (1회) - 비-보이
- 탱고 & 캐쉬 인비테이션 (2004) 비-보이
- PWI 랭크드 힘 #54 오브 더 탑 500 싱글즈 레슬링 인 더 PWI 500 인 2007
- PWU 헤비웨이트 챔피언 (1회)
- ROH 헤비웨이트 챔피언 (1회)
- 트리오 토너먼트 (2005) - 리키 리예스 앤 로키 로메로
- RCW 월드 레전드웨이트 챔피언 (1회)
- RCW 월드 태그팀웨이트 챔피언 (1회) - 헤르난데스
- NWA 태그팀 챔피언 (2회) - 헤르난데스
- TNA 월드 태그팀 챔피언 (1회) - 헤르난데스
- TNA 엑스 디비전 챔피언 (1회)
- 듀스 와일드 태그팀 토너먼트 (2008) - 헤르난데스
- 피스트 오어 파이어드 (2008 엑스 디비전 챔피언 컨트렉트)
- 매치 오브 더 이열 (2006) - 헤르난데스 vs AJ 스타일스 앤 크리스토퍼 다니엘스 엑트 TNA 서렌더 2006 온 2006년 9월 24일
- USA 월드 프로 헤비웨이트 챔피언 (1회)
- USA 월드 프로 유나이티드 스테이츠웨이트 챔피언 (1회)
- UXW 엑스트림 챔피언 (2회)
- WOW 노 리밋 챔피언 (1회)
- 베스트 기믹 (2006) - 헤르난데스 에스 라틴 아메리칸 엑스체인지
- 태그팀 오브 더 이열 (20060 - 헤르난데스 에스 라틴 아메리칸 엑스체인지
- MAS 월드 크루저웨이트 챔피언 (1회)
- WMF 월드 올 버러웨이트 챔피언 (1회)